# Balcázar Producciones Cinematográficas
Balcázar Producciones Cinematográficas ou Producciones Cinematográficas Balcázar (P.C. Balcázar) ou encore simplement Balcázar était une entreprise espagnole basée à Barcelone, à la fois société de production de 1951 à 1988 et studio de cinéma sous le nom de Balcázar Estudios Cinematográficos de 1964 à 1973 dans la commune de Esplugues de Llobregat , parfois surnommée Esplugues City (ca).
Elle a été créée par les frères Balcázar, Francisco, Enrique et Alfonso Balcázar et un quatrième frère, Jaime Jesús Balcázar, a également collaboré à la société par la suite.
Elle a produit quelques films français, dont Le Tigre se parfume à la dynamite de Claude Chabrol ou Train d'enfer de Gilles Grangier.

## Filmographie partielle
Sauf indication contraire, les informations mentionnées dans cette section peuvent être confirmées par la base de données cinématographiques IMDb,  présente dans la section « Liens externes ».

### Années 1950
- 1951 : Catalina de Inglaterra (ca) d'Arturo Ruiz Castillo (es)
- 1954 : Once pares de botas (es) de Francisco Rovira Beleta
- 1954 : Du grain pour les poulets (Relato policiaco) d'Antonio Isasi-Isasmendi
- 1955 : Meurtre, Drogue et Compagnie (Contraband Spain)  de Lawrence Huntington et Julio Salvador (es)
- 1955 : Yo maté de Josep Maria Forn
- 1955 : Nunca es de masiado tarde  de Julio Coll
- 1956 : Suprême Sacrifice (La herida luminosa) de Tulio Demicheli
- 1956 : Altair (it) de Leonardo De Mitri
- 1956 : Le Retour des gosses perdus (La huida) d'Antonio Isasi-Isasmendi
- 1957 : Madame, le Comte, la Bonne et moi (Il conte Max) de Giorgio Bianchi
- 1957 : El aventurero de Ricardo Gascón (es) et Kenneth Hume
- 1957 : Marisa (Marisa la civetta) de Mauro Bolognini
- 1957 : L'Homme de la frontière (La encrucijada) de Alfonso Balcázar
- 1958 : Coup de foudre (Amore a prima vista) de Franco Rossi
- 1958 : La muralla (ca) de Luis Lucia Mingarro
- 1959 : Charleston de Tulio Demicheli

### Années 1960
- 1960 : Fiesta en Pamplona de José Luis Font
- 1960 : ¿Dónde vas, triste de ti? d'Alfonso Balcázar
- 1961 : Velázquez de José Luis Font
- 1961 : Los castigadores d'Alfonso Balcázar
- 1962 : El toro, vida y muerte de Jaime Camino
- 1962 : Tierra de fuego de José Luis Font
- 1963 : Casablanca, nid d'espions d'Henri Decoin
- 1963 : Constance aux enfers (Un Balcón sobre el infierno) de François Villiers
- 1964 : Piso de soltero d'Alfonso Balcázar
- 1964 : Le Triomphe des dix mercenaires (Il trionfo dei dieci gladiatori) de Nick Nostro
- 1964 : Cinq Mille Dollars sur l'as (Los pistoleros de Arizona) d'Alfonso Balcázar
- 1965 : Un pistolet pour Ringo (Una pistola per Ringo) de Duccio Tessari
- 1965 : Le Dernier des Mohicans (Der Letzte Mohikaner) de Harald Reinl
- 1965 : Violence en Oklahoma (Il ranch degli spietati) de Jaime Jesús Balcázar et Roberto Bianchi Montero
- 1965 : Le Tigre se parfume à la dynamite de Claude Chabrol
- 1965 : Train d'enfer de Gilles Grangier
- 1965 : Aventure à Beyrouth (La dama de Beirut) de Ladislas Vajda
- 1965 : Un colt pour McGregor (L'uomo dalla pistola d'oro) d'Alfonso Balcázar
- 1965 : Agent 3S3, passeport pour l'enfer (Agente 3S3 Passaporto per l'inferno) de Sergio Sollima
- 1965 : Agent Z 55 mission désespérée (Agente Z 55 missione disperata) de Roberto Bianchi Montero
- 1965 : L'Homme qui venait de Canyon City (L'uomo che viene da Canyon City) d'Alfonso Balcázar
- 1965 : Le Retour de Ringo (Il ritorno di Ringo) de Duccio Tessari
- 1965 : Creuse ta fosse, j'aurai ta peau (Perché uccidi ancora) de José Antonio de la Loma et Edoardo Mulargia
- 1965 : Jess ne pardonne pas (it) (Tierra de Fuego) de Jaime Jesús Balcázar
- 1965 : Mission dangereuse au Kurdistan (Durchs wilde Kurdistan) de Franz Josef Gottlieb
- 1965 : Au royaume des lions d'argent (Im Reiche des silbernen Löwen) de Franz Josef Gottlieb
- 1965 : Opération contre-espionnage (Asso di picche - Operazione controspionaggio) de Nick Nostro
- 1965 : Les Renégats du désert (Una ráfaga de plomo) de Paolo Heusch
- 1966 : Opération Goldman (Operazione Goldman) d'Antonio Margheriti
- 1966 : Baraka sur X 13 de Maurice Cloche et Silvio Siano
- 1966 : Les Sept Colts du tonnerre (Sette magnifiche pistole) de Romolo Guerrieri
- 1966 : Quatre Dollars de vengeance (Cuatro dólares de venganza) de Jaime Jesús Balcázar
- 1966 : Superargo contre Diabolikus (Superargo contro Diabolikus) de Nick Nostro
- 1966 : Surcouf, le tigre des sept mers (Surcouf, l'eroe dei sette mari) de Sergio Bergonzelli, Roy Rowland
- 1966 : Yankee de Tinto Brass
- 1967 : Coplan ouvre le feu à Mexico (Moresque - Obiettivo allucinante) de Riccardo Freda
- 1967 : Œil pour œil, dent pour dent (Destino: Estambul 68) de Miquel Iglesias Bonns
- 1968 : Sonora d'Alfonso Balcázar
- 1968 : La Nuit du massacre (Crónica de un atraco) de Jaime Jesús Balcázar
- 1969 : Palabras de amor d'Antonio Ribas
- 1969 : Españolear de Jaime Jesús Balcázar

### Années 1970
- 1970 : ¿Quién soy yo? de Tito Fernández
- 1970 : Les Libertines de Pierre Chenal
- 1971 : El misterio de la vida de Jaime Jesús Balcázar
- 1972 : La casa de las muertas vivientes d'Alfonso Balcázar
- 1972 : Clint, une corde pour te pendre (El retorno de Clint el solitario) d'Alfonso Balcázar
- 1973 : Chassés-croisés sur une lame de rasoir (Passi di danza su una lama di rasoio) de Maurizio Pradeaux
- 1974 : Los inmorales (it) de Alfonso Balcázar
- 1975 : El de spertar de  los sentidos de Manuel Esteba
- 1975 : Las primeras experiencias d'Alfonso Balcázar
- 1976 : de seo d'Alfonso Balcázar

### Années 1980
- 1980 : Estigma de José Ramón Larraz
- 1981 : Violación inconfensable de Miguel Iglesias
- 1981 : Mad Foxes (Los violadores) de Paul Grau
- 1983 : En secreto Amor de José María Nunes
- 1985 : Locas vacaciones de Hubert Frank
- 1985 : Acosada (El hombre que regresó de  la muerte) de Sebastián d'Arbó